# Cão (zodíaco)

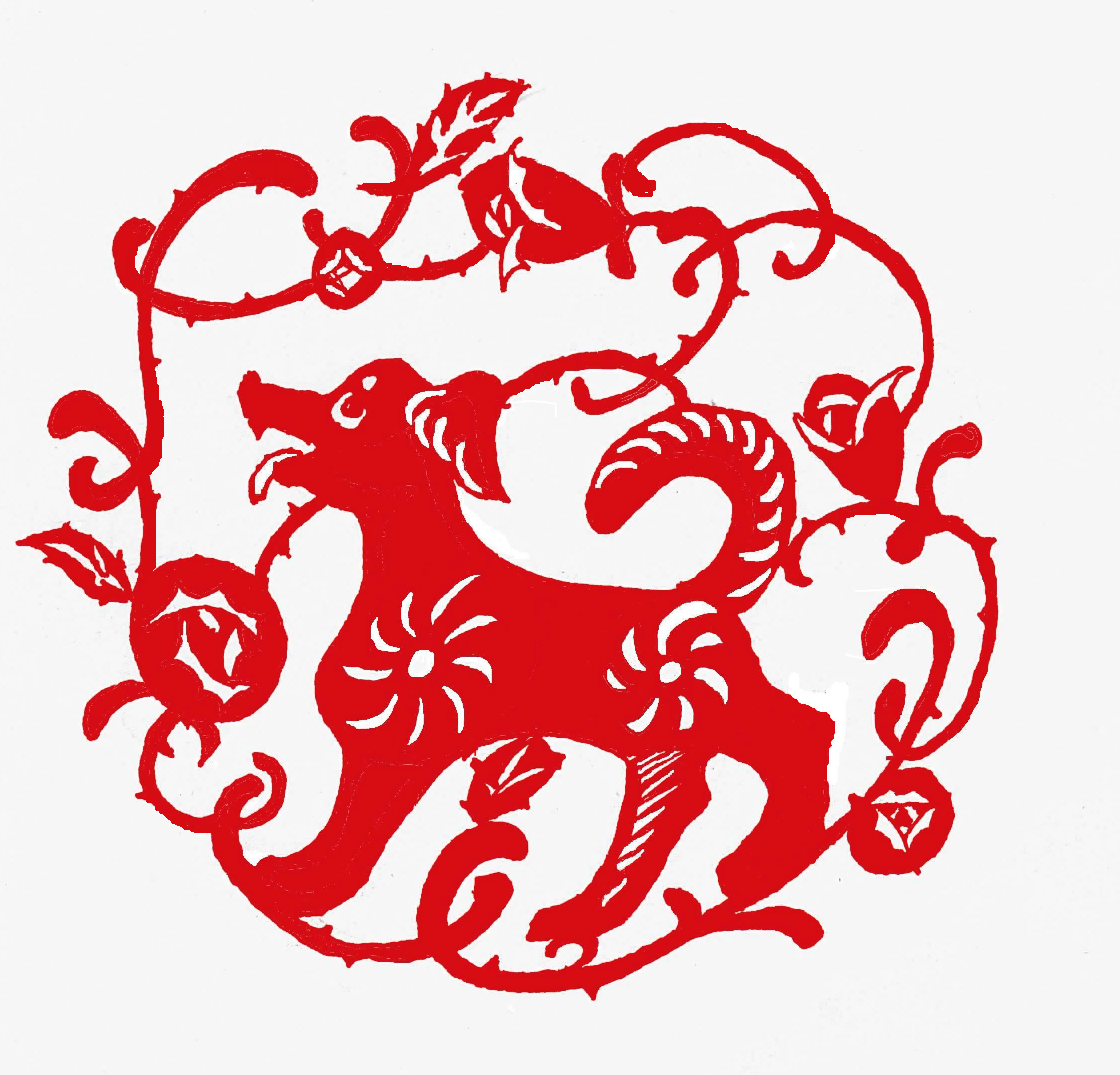
O Cão

O Cão (em chinês:  戌, transl. gou) é um dos animais do ciclo de 12 anos que aparece no Zodíaco da astrologia chinesa e no calendário chinês.
- Zang-Fu: Xin Bao (Nei Guan abre Yin Wei Mai)
- Anatomia: Pericárdio
- Canal 5 Shen: Shen Yin / Yin
- Nível Energético: Jue Yin Mão
- Deus Grego: Afrodite
- Ligação: Boi (Búfalo)

## Atributos
Leal, confiável, compassivo, protetor e sempre pronto para ajudar. Fortemente defensivo no que diz respeito à família e amigos, não se segura quando vê pessoas sendo difamadas; mas, por vezes, a recusa em ouvir avisos quanto ao comportamento de crianças ou outros entes amados, pode levar a sérios problemas domésticos. Está sempre pronto a ouvir as queixas alheias e tem sempre um ombro pronto para que chorem nele. Suas raras demonstrações de ira são quase sempre justificadas, mas erros são rapidamente esquecidos e ressentimentos só são mantidos contra aqueles fora do círculo íntimo da família e dos amigos.

## Nascidos sob o signo de Cão
Cada signo está associado a uma criatura simbólica. O cão simboliza lealdade, simpatia e cordialidade, que poderia influenciar na personalidade, nos relacionamentos e na carreira dos nascidos sob o signo de Cão.
A data refere-se a do Hemisfério Norte, pois há uma diferença entre os 2 Hemisférios (ver artigo Feng Shui).
| Data de nascimento | Data de nascimento | Signo e Elemento |
| Início             | Fim                | Signo e Elemento |
| ------------------ | ------------------ | ---------------- |
| 14/02/1934         | 03/02/1935         | Cão de Madeira   |
| 02/02/1946         | 21/01/1947         | Cão de Fogo      |
| 18/02/1958         | 07/02/1959         | Cão de Terra     |
| 06/02/1970         | 26/01/1971         | Cão de Metal     |
| 25/01/1982         | 12/02/1983         | Cão de Água      |
| 10/01/1994         | 30/01/1995         | Cão de Madeira   |
| 29/02/2006         | 17/02/2007         | Cão de Fogo      |
| 16/02/2018         | 04/02/2019         | Cão de Terra     |

## Tipos de cão
- Metal: leais, trabalham com a intuição; se aprenderem a se acalmar e controlar despesas, chegarão ao sucesso. Metal é o elemento fixo e natural do Cão.
- Madeira: independentes, criativos, protetores; se confiarem mais em si mesmos, chegarão ao sucesso.
- Água: ativos, charmosos, sociáveis, sistemáticos, aceitam conselhos de amigos e têm um monte de amigos chegados.
- Fogo: intratáveis, bondosos, pacientes; o controle do temperamento os conduzirá ao sucesso.
- Terra: possuem ambições materialistas, são esforçados; usam o relacionamento com os amigos para obter sucesso; não têm muitos amigos chegados.

## Número da Sorte
Número da Sorte: 7, Dia da Sorte: sexta-feira.